# Château de Miraval
Pour les articles homonymes, voir Château de Miraval (homonymie).
Le château de Miraval est un château-bastide de style provençal du XVIIe siècle situé dans la commune de Correns (Var), aujourd'hui village de près de 900 habitants et premier village bio de France. Il comprend un domaine de 600 hectares qui inclut une pinède, une oliveraie et un domaine viticole de 30 hectares du vignoble de Provence.  
Le château héberge en outre les Miraval Studios fondés en 1977 par le pianiste de jazz français Jacques Loussier sous le nom de Studio Miraval.
En 2011, les acteurs Brad Pitt et Angelina Jolie acquièrent le domaine ainsi que les vins de Miraval sous forme d'un partenariat à 50/50 avec le vinificateur Marc Perrin ; dix ans plus tard, Angelina Jolie, séparée, vend ses parts.

## Historique
Les historiens locaux racontent que le château fut construit près d'une des cinq grandes voies romaines traversant la Gaule. Thomas d'Aquin loge brièvement à cet endroit en 1252 et le prince de Naples en fait sa résidence principale au XVIe siècle, dans l'objectif de s'allier avec le roi de France.
Au XVIIe siècle, un château-bastide et un imposant pigeonnier sont construits sur ce domaine fondé par les Romains.
En 1841, l'inventeur Joseph-Louis Lambot (1814-1887) (précurseur du béton armé) s'établit au domaine (propriété de sa famille).
En 1970, le pianiste de jazz français Jacques Loussier achète les lieux et y fonde en 1977 — en compagnie de l'ingénieur du son Patrice Quef — le Studio Miraval, un studio d'enregistrement de classe internationale de 300 m2 où de nombreux groupes enregistrent, dont entre autres Muse (avec l'album Black Holes and Revelations), Pink Floyd (qui y enregistre une partie de l'album The Wall), Sting, Sade, The Cure, Courtney Love, The Cranberries, Téléphone, UB40, Level 42, AC/DC, Wham, etc.
En 1992, Jacques Loussier vend le domaine à l'homme d'affaires américain Tom Bove, pour 22 millions de francs. En 2007, alors qu'il a fait courir le bruit qu'il souhaitait vendre, Tom Bove reçoit la visite de Brad Pitt et Angelina Jolie accompagnés de deux agents immobiliers. Libération précise que « la légende raconte que c'est en survolant la région en hélicoptère que le couple a eu un coup de cœur pour cette bâtisse provençale ». Après d'âpres négociations par avocats interposés, un contrat de location de trois ans avec option d'achat est établi quelques mois plus tard : le couple emménage le 27 mai 2008, date de l'anniversaire de leur fille.

### Brad Pitt et Angelina Jolie
En 2011, après avoir loué le château durant trois ans, le couple d'acteurs Brad Pitt et Angelina Jolie achète Quimicum, la société anonyme luxembourgeoise propriétaire du château et de son domaine pour 25 millions d'euros : 60 % pour Brad Pitt à travers sa société Mondo Bongo basée en Californie et 40 % pour Angelina Jolie avec une seconde société baptisée Nouvel. Projet qui murit depuis quelques années (le permis de construire date de 2009), les acteurs entreprennent alors de rénover et d'aménager le château pour 10 millions d'euros, même si celui-ci est habitable, travaux essentiellement supervisés par Brad Pitt qui se joue architecte.
Deux ans plus tard, Brad Pitt cède 10 % de ses parts dans Quimicum à Angelina Jolie pour la somme d'un dollar ; le couple est maintenant propriétaire à parts égales.
Leur mariage se tient dans l'intimité de la chapelle en août 2014. Mais fin 2016, une procédure de divorce est engagée ; Angelina Jolie ne reviendra jamais à Miraval. 
En avril 2017, la société Château Miraval est condamnée pour avoir écarté de manière brutale Odile Soudant, une plasticienne qui avait travaillé pendant trois ans et demi avec sa société Lumières Studio à la rénovation du lieu, sans lui payer les sommes convenues et sans qu'elle puisse achever les prestations. L'artiste reçoit 565 000 euros de dommages-intérêts,.
Malgré les millions d'euros que rapporte l'exploitation viticole, les dettes des travaux pharaoniques ne font que grandir et Angelina Jolie se sent flouée. En février 2021, l'enquête OpenLux montre que le château de Miraval est détenu par le couple par l'intermédiaire d'une société domiciliée au Luxembourg, un paradis fiscal, permettant, au moyen d'emprunts et de remboursements, de réduire l'imposition du bien en France. Vers cette période, Angelina Jolie veut vendre ; elle se tourne vers son ancien mari qui  propose une cinquantaine de millions de dollars pour acheter ses parts, mais le couple se fâche de nouveau. 
En octobre 2021, Angelina Jolie vend pour 67 millions de dollars sa société américaine Nouvel, propriétaire des parts de la luxembourgeoise Quimicum donc de la moitié du domaine et le quart de l'exploitation viticole, à l'entreprise Tenute del Mondo, filiale de SPI Group détenu par le Russe Yuri Scheffler,. Brad Pitt, via sa société Mondo Bongo, en détient toujours l'autre partie. Ce dernier apprend la vente par la presse ; une bataille juridique s'ensuit devant les tribunaux américains, puis luxembourgeois, durant plusieurs années.

## Exploitation viticole

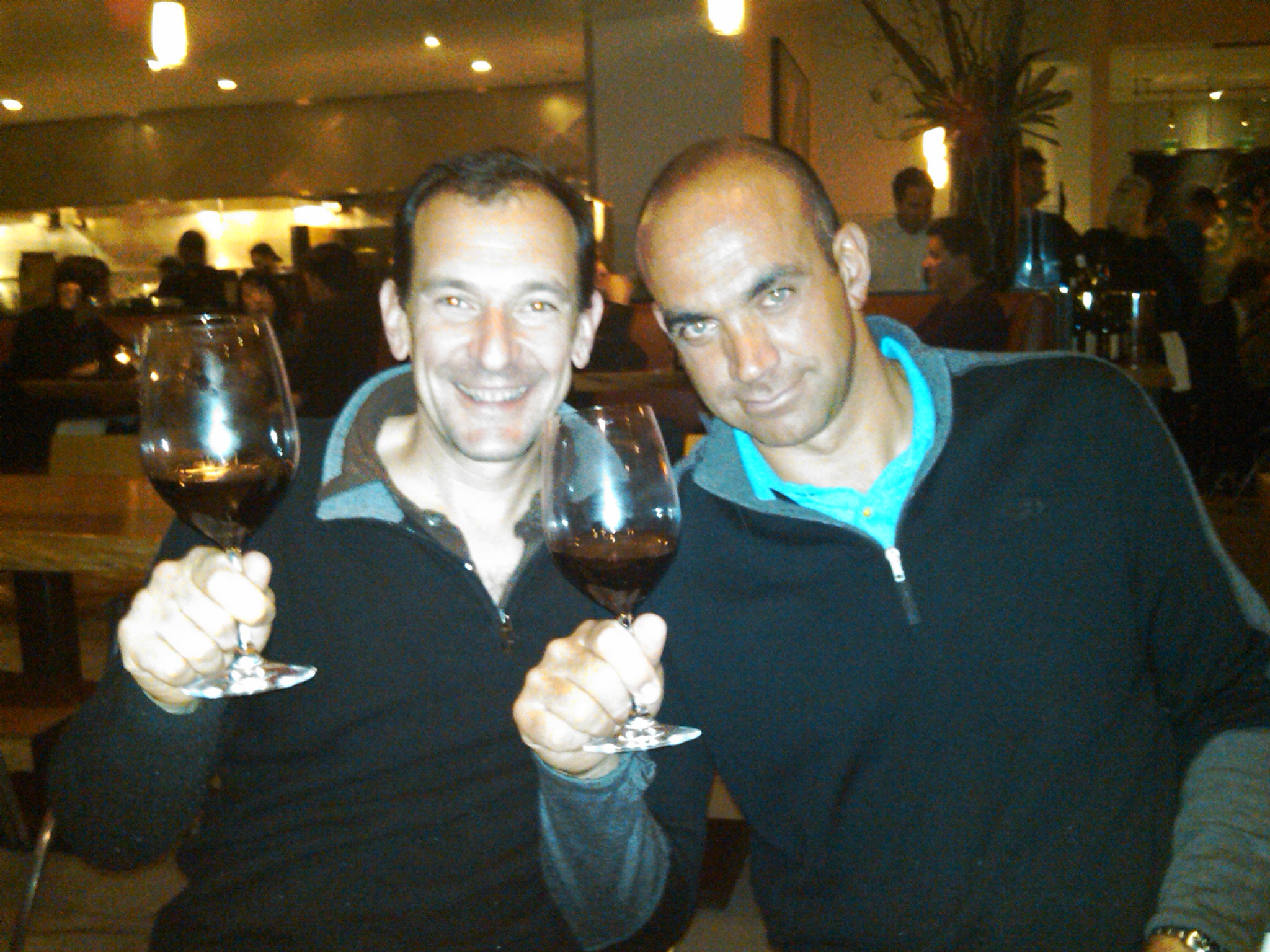
Marc Perrin (à gauche) dégustant au cours d'un salon.

Le domaine viticole s'étend sur trente hectares en agriculture biologique avec une production de 100 000 bouteilles annuelles sur deux communes : Correns et Châteauvert avec deux appellations AOC : Côtes-de-provence (24 hectares) et Coteaux-varois-en-provence (5 hectares). Fin des années 2000, la production monte à 150 000 bouteilles.
Le domaine est composé de cépages grenache, cinsault, rolle, grenache blanc, syrah, cabernet sauvignon et produit un rosé, deux blancs et un rouge.
Marc Perrin, de la famille de vinificateurs Perrin, est chargé de s'occuper du domaine viticole du château de Miraval, pour répondre à la demande de Brad Pitt et d'Angelina Jolie : ils montent la société Miraval Provence SAS détenue pour moitié par la famille Perrin, l'autre moitié appartenant à la société Chateau Miraval, donc au couple d'acteurs, à parts égales. Ils s'accordent pour « augmenter la production en achetant du raisin ailleurs » et le commercialiser sous le nom de Miraval. La première cuvée, le côtes-de-provence rosé Miraval 2012, est le premier rosé classé parmi les cent meilleurs vins du monde par le Wine Spectator en 2013 et de ce fait sacré Meilleur rosé du monde cette année-là. Rapidement, la production passe à plusieurs millions de bouteilles annuelles. Les appellations et marques Château Miraval, Studio by Miraval ou Miraval Côtes de Provence sont déposées par Marc Perrin puis regroupées en 2017 dans Miraval Provence.
Tous les mois, avant leur séparation, les propriétaires s'informent auprès de Marc de ses choix techniques, dégustaient les vins du domaine et s'intéressaient aux assemblages des différentes cuvées. Voulant privilégier l'équilibre et la finesse, ils n'affectionnaient ni la puissance ni le boisé et leur recherche s'apparentait plus à des bourgognes ou à des vins du Rhône qu'à ceux de Californie. 

## Miraval Studios
Fondé en 1977 sous le nom de Studio Miraval par Jacques Loussier — alors propriétaire du domaine — et l'ingénieur du son Patrice Quef, il est en activité jusqu’au milieu des années 2000 mais n'est pas exploité par Brad Pitt et Angelina Jolie quand ils en font l'acquisition avec le château.
Durant l’été 2022 cependant, Brad Pitt, désormais séparé d'Angelina Jolie, et le producteur français Damien Quintard (en) rouvrent les studios totalement restaurés et réaménagés sous le nom de Miraval Studios.